# Choummaly Sayasone
Choummaly Sayasone (n. 1936) é um militar laociano, foi presidente do Laos entre 2006 e 2016.